# Asynapteron eburnigerum
Asynapteron eburnigerum là một loài bọ cánh cứng trong họ Cerambycidae.